# Carabus intricatus
Carabus intricatus е вид насекомо от семейство Carabidae.

## Разпространение
Видът е разпространен в Албания, Беларус, Белгия, България, Великобритания, Германия, Гърция, Дания, Италия, Нидерландия, Полша, Румъния, Сърбия, Унгария, Франция, Черна гора, Чехия, Швейцария и Швеция.
Регионално е изчезнал в Латвия.